# Рамзес II (танк)
«Рамзес II» — египетский основной боевой танк, американский вариант модификации советского танка Т-54 и Т-55.

## История
В марте 1985 года на завод фирмы «Теледайн-Континентал моторс» в Мичигане (вскоре предприятие было приобретено «Дженерал дайнемикс лэнд системз») был доставлен один из Т-54, состоявший на вооружении армии Египта. В течение года американские конструкторы переделывали танк, стремясь приблизить эту машину по характеристикам к американскому танку M60 «Паттон IV», который стал поступать также на вооружение армии Египта. Через год модификация танка успешно завершилась. Результатом работы заокеанских конструкторов стал танк «Рамзес II» (изначально должен был именоваться T-54E, но затем получил название в честь египетского фараона).

## Описание
Задняя часть корпуса была удлинена на 600 мм, поскольку пришлось проводить установку нового дизельного двигателя AVDS-1790-5A с турбонаддувом, развивавшего мощность 908 л.с. (80% деталей мотора были такими же, как на танке M60A3). Старую пятискоростную ручную коробку поменяли на гидромеханическую TCM-304 (лицензионный вариант западногерманской Renk RK-304), разработанную специально для средней и тяжелой гусеничной техники. Приборную панель механика водителя выполнили в американском стиле. Подвеску заменили на новую «Дженерал дайнемикс» 2880, как на танке «Паттон III».
Увеличение объема корпуса позволило почти вдвое (с 812 л до 1312 л) увеличить запас топлива во внутренних баках, обеспечив запас хода в 530 км. Две новые выхлопные трубы (сзади на одной стороне корпуса) заменили выпускное отверстие слева. Бронированный воздухозаборник воздушного фильтра был поставлен в заднюю часть корпуса, чтобы на нём стало возможно крепить внешние топливные баки. В моторном отделении была смонтирована система пожаротушения фирмы «Эйч-ти-эл индастриз», а сверху оно было прикрыто единым бронелистом с несколькими люками для ремонта и осмотра двигателя и вспомогательных систем в полевых условиях.
Что касается вооружения, то 100-мм пушка была заменена на 105-мм орудие с танка M60, однако оригинальный затвор от ДТ-10Т сохранился (модифицировали систему отката). Для наведения была добавлена система наведения «Тайтен» Мк 1, которая включала в себя прицел марки «Авимо» TL10-T, лазерный дальномер и интегрированный в окуляр CRT графический дисплей. Дополнительно были установлены по четыре на борт дымовых гранатомёта.

## Принятие на вооружение
Несмотря на претензии египетской армии и многочисленные споры по поводу стоимости модернизации, танк всё же был принят на вооружение. По состоянию на 2010 год в армии Египта на вооружении состоят 260 танков данного типа.